# Louisiana National Guard

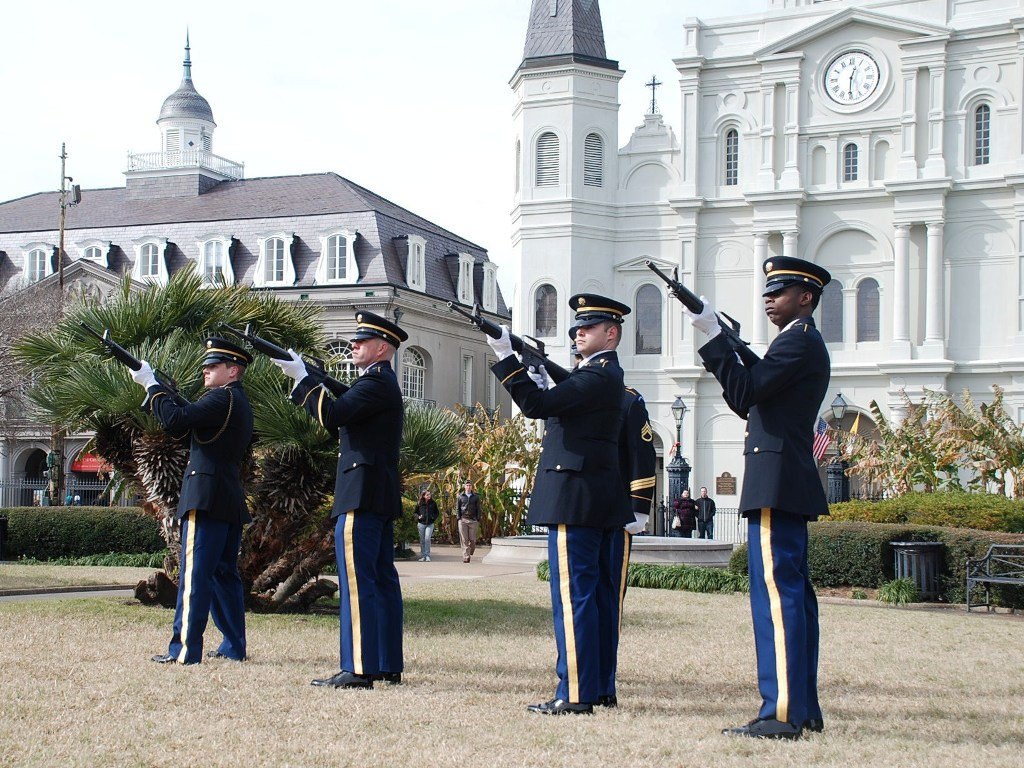
Ehrengarde der Louisiana National Guard

Die Louisiana National Guard des US-Bundesstaates Louisiana  ist Teil der im Jahr 1903 aufgestellten Nationalgarde der Vereinigten Staaten (akronymisiert USNG) und somit auch Teil der zweiten Ebene der militärischen Reserve der Streitkräfte der Vereinigten Staaten.

## Organisation
Die Mitglieder der Nationalgarde sind freiwillig Dienst leistende Milizsoldaten, die dem Gouverneur von Louisiana John Bel Edwards unterstehen. Bei Einsätzen auf Bundesebene ist der Präsident der Vereinigten Staaten Commander-in-Chief. Adjutant General of Louisiana ist seit 2020 Brigadier General Damian K. Waddell. Auf die Nationalgarden der Bundesstaaten kann unter bestimmten Umständen mit Einverständnis des Kongresses die Bundesebene zurückgreifen. Davon zu trennen ist die Staatsgarde, die Louisiana State Guard, die allein dem Bundesstaat verpflichtet ist.
Die Louisiana National Guard besteht aus den beiden Teilstreitkraftgattungen des Heeres und der Luftstreitkräfte, namentlich der Army National Guard und der Air National Guard. Die Louisiana Army National Guard hatte 2017 eine Personalstärke von 9626, die Louisiana Air National Guard eine von 1492, was eine Personalstärke von gesamt 11118 ergibt.

## Geschichte
Die Louisiana National Guard führt ihre Wurzeln auf Milizverbände der Kolonie Louisiana des 17. Jahrhunderts zurück. Mit dem Louisiana Purchase kam die damals französische Kolonie für 80 Millionen Franc (15 Millionen Dollar) an die USA. 1804 wurde die Isle of Orleans unter dem Namen Orleans-Territorium vom Louisiana-Territorium abgespalten. 1812 wurde das Orleans-Territorium unter dem Namen Louisiana der 18. US-Bundesstaat. Während der Schlacht von New Orleans am 8. Januar 1815 waren bei der britischen Niederlage gegen die US-Truppen unter Andrew Jackson zahlreiche Milizen Louisianas beteiligt. Die Nationalgarde des Bundesstaates ist seit 1903 bundesgesetzlich und institutionell eng mit der regulären Armee und seit der Gründung Louisiana Air National Guard 1941 auch der Luftwaffe verbunden.

## Einheiten
- Joint Force Headquarters Louisiana (JFHQ-LA), Jackson Barracks, New Orleans

### Louisiana Army National Guard
- 256th Infantry Brigade Combat Team
  - 141st Field Artillery Regiment
  - 2nd Battalion, 156th Infantry Regiment
  - 3rd Battalion, 156th Infantry Regiment
  - 769th Engineer Battalion
  - Special Troops Battalion
  - 108th Cavalry Regiment
  - 199th Brigade Support Battalion
- 225th Engineer Brigade
  - 205th Engineer Battalion
  - 527th Engineer Battalion
  - 528th Engineer Battalion
- 61st Troop Command
- 139th Regional Support Group
  - Company B, 136th Expeditionary Signal Company
  - 156th Infantry Band
  - 415th Military Intelligence Battalion
  - 165th Combat Sustainment Support Battalion
  - 756th Medical Company
  - 773rd Military Police Battalion – Camp Beauregard, Pineville (Louisiana)
- 199th Regiment (Regional Training Institute)
  - 1st Battalion (Non-Commissioned Officer Academy)
  - 2nd Battalion (Modular Training Battalion)
- State Aviation Command
  - 204th Theater Airfield Operations Group
  - 1st Battalion (Assault), 244th Aviation Regiment
  - 2nd Battalion, 244th Aviation Regiment
  - Detachment 38, Operational Support Airlift

### Louisiana Air National Guard
- 159th Fighter Wing, Naval Air Station Joint Reserve Base New Orleans
  - 214th Engineering & Installation Squadron, Naval Air Station Joint Reserve Base New Orleans
  - 236th Combat Communications Squadron, Hammond Northshore Regional Airport
  - 259th Air Traffic Control Squadron, Alexandria, Louisiana
  - 122nd Air Support Operations Squadron, Pineville, Louisiana